# Richard Horne
Richard Horne, más conocido por el seudónimo de Harry Horse, (Coventry, 9 de mayo de 1960 - 10 de enero de 2007) fue un autor, ilustrador y dibujante político británico.  

## Trayectoria
Su obra Diario de un plagio escrito en 1983 justo un siglo después del libro titulado Sithron the Star-Stricken cuyo autor se llamaba Harry Horse, pero que se puso como apodo Drahcir Enroh, el nombre al revés... y que es un plagio del mismo. Vivía en una pequeña isla al norte de Escocia. Trabajaba como caricaturista en muchos periódicos británicos. 
En 2000 fue llevada al cine una de sus obras en una película de animación titulada El último oso polar de Alan Simpson.
Se suicidó el 10 de enero de 2007 junto a su esposa Amanda en la isla de la Burra, en el archipiélago de las Islas Shetland. Horne tenía 46 años y su esposa, que sufría esclerosis múltiple, 39.

## Obra
- Lucas se ha perdido
- Diario de un plagiario
- El último oso polar